# 통진향교
통진향교(通津鄕校)는 대한민국 경기도 김포시 월곶면 군하리에 있는 향교이다. 1983년 9월 19일 경기도의 문화재자료 제30호로 지정되었다.

## 개요
향교는 공자와 여러 성현께 제사를 지내고 지방민의 교육과 교화를 위해 나라에서 세운 교육기관이다.
통진향교는 고려 인종5년(1127)에 처음 지었다고 전하나 확실하지 않다. 일제시대에 폐쇄되었다가 광복 후 그 기능을 되찾았다. 건물 배치는 풍화루의 누하진입을 통해 앞쪽에 교육 공간인 명륜당과 기숙사인 동재가 있으며 뒤쪽에 제사 공간인 대성전을 둔 일반적인 전학후묘의 형식을 하고 있다.
대성전은 앞면 3칸·옆면 3칸의 규모로，지붕은 옆면에서 볼 때 사람 인(人)자 모양인 맞배지붕이다．지붕 처마를 받치기 위해 장식하여 만든 공포는 새 부리 모양으로 짜맞춘 익공 양식이다. 뒷면과 옆면에는 방화벽을 설치하였으며 안쪽에는 공자를 비롯하여 중국과 우리나라 유학자의 위패를 모시고 있다. 공포 형태와 수법으로 볼 때 17세기 말의 건물로 보이며 도내 향교 건축 가운데 가장 오래된 것이다. 강당인 명륜당은 앞면 5칸·옆면 2칸 규모로, 지붕은 옆면에서 볼 때 여덟 팔(八)자 모양인 팔작지붕으로 꾸몄다.
조선시대에는 나라에서 토지와 노비·책 등을 지원받아 학생을 가르쳤으나, 지금은 교육 기능은 없어지고 제사 기능만 남아 있다.

## 참고 자료
- 통진향교 - 국가유산청 국가유산포털